# Ašot I. od Iberije
Ašot I. od Iberije ili Ašot I. Veliki (gruz. აშოტ I დიდი), iz dinastije Bagrationi, bio je predsjedavajući knez Iberije od 813. do 826./830. godine. Bio je prvi iz dinastije Bagration koji je stupio na ovu dužnost. 
Iz svoje baze u Tao-Klardžetiji borio se za proširenje teritorija Bagratida. Tražio je bizantski protektorat protiv arapskog zadiranja sve dok nije ubijen oko 826. godine. Ašot je poznat i kao Ašot I. Kuropalat zbog bizantskog naslova kuropalat koji je nosio. Pokrovitelj kršćanske kulture i prijatelj crkve, Gruzijska pravoslavna Crkva proglasila ga je svecem.

## Životopis
Ašot je bio sin iberijskog plemića Adarnaza I. koji je u Tao-Klardžetiji (danas sjeveroistočna Turska) osnovao nasljedno vlastelinstvo Bagratoni i svom sinu ostavio u nasljedstvo prostrane posjede stečene nakon izumiranja njegovih rođaka iz dinastija Guaramidi i Hosroidi. Ašot u početku nije uspio steći uporište u središnjoj Iberiji (Unutarnja Kartlija), a napore mu je otežavala arapska kontrola nad Tbilisijem. Ašot se utvrdio u svom nasljednom vojvodstvu Klardžetiji, gdje je obnovio dvorac Artanudži, kojeg je sagradio iberijski kralj Vahtang I. Gorgasali u 5. stoljeću. Dobio je bizantsku zaštitu, bivajući priznat kao predsjedavajući princ i kuropalat Iberije. Da bi oživio zemlju opustošenu Arapima i epidemijom kolere, pokrovitelj je lokalnih samostanskih zajednica koje je osnovao Grigol Handzteli i potaknuo je naseljavanje Gruzijaca u regiji. Kao rezultat, političko i vjersko središte Iberije učinkovito je prebačeno iz središnje Iberije na jugozapad, u Tao-Klardžetiju.
Iz svoje baze u Tao-Klarjdžetiji, Ašot se borio da povrati što više gruzijskih zemalja iz arapskog posjeda. Od bivših posjeda Hosroida, samo Kahetiju na istoku nije uspio vratiti. Kako su lokalni arapski emiri na Kavkazu postajali sve neovisniji, kalif je priznao Ašota kao kneza Iberije kako bi se suprotstavio pobunjenom emiru Tbilisija Ismailu ibn Šuaibaiju (818.) Emir je zatražio potporu Ašotovog neprijatelja - kahetijskog kneza Grigola - i gruzijskih planinskih plemena Mtiuleti i Canareti. Ašot, kojem se pridružio bizantski vazalni kralj Abhazije, Teodozije II., susreo se s emirom na rijeci Ksani, odnijevši pobjedu i potisnuvši Kahetijce iz srednjih iberijskih zemalja.
Bagrationijeva sreća se preokrenula kad se Halid ibn Jazid, kalifov potkralj Arminiye 827./828. godine, doselio kako bi ojačao središnju arapsku vlast u kavkaskim posjedima. Ašot je morao biti još živ u to vrijeme, a sumnjivi su podaci koje je pružio gruzijski kroničar Sumbat iz 11. stoljeća, prema kojima je Ašot ubijen 826. godine. Vjerojatnije je da se to dogodilo četiri godine kasnije, 29. siječnja 830. godine, kada su ga odmetnici ubili pred oltarom lokalne crkve.